# Parade Ground
 (octobre 2010).
Si vous disposez d'ouvrages ou d'articles de référence ou si vous connaissez des sites web de qualité traitant du thème abordé ici, merci de compléter l'article en donnant les références utiles à sa vérifiabilité et en les liant à la section « Notes et références ».
Parade Ground est un groupe belge de musique électronique, créé par deux frères, Jean-Marc et Pierre Pauly en 1981. Ils ont été pionniers de la cold wave et de l'Electronic body music.

## Historique
Leur premier single, "Moan on the Sly", est sorti en 1983 et ils sont restés actifs jusqu'à aujourd'hui, bien qu'ils aient décidé de ne rien sortir entre 1988 et 2007, étant impliqués dans d'autres projets artistiques tels que l'écriture et l'art plastique. Leur style a évolué au cours des années 1980, passant d'une cold wave glaçante et radicale à un son plus dansant, aux rythmiques marquées et aux mélodies exclusivement synthétiques, soutenues par un visuel onirique dadaïste.
Ils ont régulièrement collaboré avec des membres du groupe belge Front 242, ont travaillé avec le producteur anglais Colin Newman de Wire, et ont écrit et composé sur deux albums de Front 242 en 1994. Ils ont souvent tourné dans différents pays d'Europe et ont été une inspiration pour de nombreux groupes.
Un nouvel album 'Rosary' est sorti en 2007 produit par Patrick Codenys (Front 242).
Le groupe a acquis une solide réputation sur scène[pas clair](la chorégraphie du chaos). 2014 : CD 'Strange World' reprenant la carrière du groupe . Le futur est maintenant.[réf. incomplète]

## Discographie
- Moan on the Sly - 7" (1983)
- Man in a Trance - 12" (1984)
- Took Advantage - 12" (1985)
- Dual Perspective - 12" (1987)
- Hollywood - 12" (1988)
- Cut Up - LP/CD (1988)
- Strange World - 12" (1988)
- Live Collection - CD (2007)
- Rosary - CD (2007)
- The Golden Years - LP Vinyle USA (2011)
- The 15th Floor - LP Vinyle (2012)
- A room with a view - Cassette/CD (2012)
- Strange World - CD (2014)
- Sanctuary - Cassette (2016)
- Singles - CD (2016)
- Cut Up - Ré-édition CD (2017)
- Sanctuary - CD (2017)
- Life (Live in Frankfurt) - CD (2019)